# Lenneplätze
Lenneplätze ist ein Stadtteil von Winterberg im nordrhein-westfälischen Hochsauerlandkreis in Deutschland. Die Ortschaft hat knapp 60 Einwohner und zählt zu den „Höhendörfern“ der Stadt.

## Geographische Lage
Lenneplätze liegt auf dem Hauptkamm des Rothaargebirges, über den die Rhein-Weser-Wasserscheide verläuft, auf dem Südhang des Kahlen Asten. Es befindet sich etwa viereinhalb Kilometer (Luftlinie) südwestlich der Winterberger Innenstadt zwischen den Quellen und Oberläufen der nahe dem Astengipfels entspringenden Lenne (Nordwesten) und der dem Südosthang des Bergs entfließenden Odeborn (Südosten) auf etwa 735 bis 778 m ü. NHN. Der südliche Nachbarort ist das „Höhendorf“ Neuastenberg. Südlich von Lenneplätze liegt der Gerkenstein (792,7 m ü. NHN).
Lenneplätze ist auf Nebenstraßen zu erreichen, die in Neuastenberg von einem gemeinsamen Abschnitt der Bundesstraßen 236 und 480 abzweigen, der abschnittsweise ein Teil der Ferienstraße Hochsauerland-Höhenstraße ist und von Langewiese durch Neuastenberg in Richtung Kahler Asten und Winterberg führt.

## Geschichte
Am 1. April 1945 kam Generalleutnant Fritz Bayerlein Kommandant des LIII. Armeekorps mit seinem Stab nach Lenneplätze. Bayerleins Korps war für die Verteidigung in diesem Teil des Ruhrkessels zuständig. Bayerlein und die anderen Wehrmachtssoldaten flohen schon am Morgen des 2. April nach Westen. Um 11 Uhr nahm die US-Army kampflos den Weiler ein. Nachmittags wurden einige Granaten durch deutsche Truppen aus Richtung Neuastenberg ins Gebiet geschossen, ohne zu treffen. Am 4. April traf US-Artillerie ein. Diese beschoss Ziele im Raum Kahler Asten-Altastenberg-Großes Bildchen. Die Masse der US-Truppen verließ Lenneplätze bereits am 8. April.
Bis 1974 gehörte Lenneplätze als Exklave zur Gemeinde Altastenberg im Amt Niedersfeld, Kreis Brilon. Durch die Gebietsreform wurde die Gemeinde Altastenberg am 1. Januar 1975 in die Stadt Winterberg im neu gebildeten Hochsauerlandkreis eingegliedert.

## Tourismus
Bekannt ist Lenneplätze besonders durch die nahe gelegenen Wintersportstätten – das Postwiesen-Skigebiet, das Biathlonstadion des Sport Club Neuastenberg-Langewiese und die Indoor-Kartbahn des Dorint-Hotels in Neuastenberg. Vom am Rothaarsteig liegenden Ort fällt der Blick unter anderem in das Lennetal.
Die Hausnummerierung in Lenneplätze ist chronologisch nach dem Errichtungsdatum der Häuser gegliedert.